# Rudy Bowman
Rudy Bowman (15 décembre 1890 - 29 octobre 1972) est un acteur de théâtre, puis de cinéma américain.

## Biographie
Il entame une carrière au théâtre dans la région de Philadelphie où il acquiert une notoriété locale.
En 1917, il part combattre en France avec le contingent américain et est blessé le 3 novembre 1918 dans les combats près de la Meuse. Ses cordes vocales ont été sectionnées par un éclat d'obus et il ne peut plus parler. À force d'entrainement, il parvient à parler sans larynx, mais sa voix est évidemment horrible à entendre.
Sa carrière au théâtre est brisée mais il obtient des rôles significatifs dans des films muets au cinéma, où son infirmité est un atout, puisqu'il exprime mieux que quiconque ses sentiments sans paroles.
Une deuxième fois, sa carrière est brisée avec l'apparition du cinéma parlant et il n'obtient plus que des rôles de figuration.
En 1948, John Ford modifie le scénario de La Charge héroïque, afin de lui offrir un petit rôle parlant, celui d'un soldat agonisant, dont les dernières paroles ne peuvent être prononcées qu'avec une voix brisée.

## Filmographie partielle
- 1949 : La Charge héroïque (She Wore a Yellow Ribbon) de John Ford
- 1955 : L'Aventure fantastique (Many Rivers to Cross) de Roy Rowland
- 1960 : Le Grand Sam (North to Alaska) de Henry Hathaway
- 1962 : L'Homme qui tua Liberty Valance (The Man Who Shot Liberty Valance) de John Ford